# 九龙山乡
九龙山乡，是中华人民共和国江西省新余市渝水区下辖的一个乡镇级行政单位。

## 行政区划
九龙山乡下辖以下地区：
黄田村、仰江村、昌梅村、城上村、后元村、塔前分场生活区和塔下分场生活区。